# Marco Steffens
Marco Steffens, né le 9 août 1978 à Villingen-Schwenningen, est un politicien allemand de l’Union chrétienne-démocrate.

## Biographie
Steffens a grandi à Niedereschach. Après avoir obtenu son baccalauréat au lycée Zinzendorf de Königsfeld im Schwarzwald, il a fait des études en science administrative à l’Université de Constance et à l’Université de Bath en Angleterre.
Il était de 2007 à 2018 maire de Willstätt dans l’arrondissement de l'Ortenau. Il a été élu le 14 octobre 2018 Oberbürgermeister d’Offenbourg au premier tour, avec 52 % des voix. Son mandat a débuté le 3 décembre 2018.